# (7044) 1971 UK
(7044) 1971 UK est un astéroïde de la ceinture principale découvert le 26 octobre 1971 par l'astronome tchèque Luboš Kohoutek.

## Historique
Le lieu de découverte est Bergedorf.

## Caractéristiques
Sa distance minimale d'intersection de l'orbite terrestre est de 0,965 110 ua.